# Francesca De Sapio
Francesca De Sapio (nacida en Roma 16 de agosto de 1945 ) es una actriz italiana, reconocida especialmente por haber interpretado a una joven Carmella Corleone en la película El Padrino 2 de Francis Ford Coppola.

## Carrera
Hija de un arquitecto, Francesca nació en la ciudad de Roma. Luego de trasladó con su familia a los Estados Unidos, donde empezó a estudiar actuación en Texas. Miembro de la reconocida asociación Actors Studio, De Sapio tomó clases con el actor y director Lee Strasberg. Además empezó a impartir lecciones de actuación en dicha asociación en la década de 1980. En 1985 fundó junto a Giuseppe Perruccio el Estudio Duse en la ciudad de Nueva York, un centro internacional para la enseñanza de las artes dramáticas y producción de cine. En 1987, Duse fue trasladado a Italia, con actual sede en Roma.

## Filmografía parcial
- El Padrino II (1974)
- Seeking Asylum (1979)
- Together? (1979)
- Masoch (1980)
- The Homeless One (1981)
- Progetto Atlantide (1982)
- Desiderio (1983)
- Torrents of Spring (1989)
- Jonah Who Lived in the Whale (1993)
- Ferrari (2003) - Film TV
- Tetro (2009)